# Gazprombank
Gazprombank (em russo:  Газпромбанк), ou GPB, é um dos maiores bancos privados russos, sendo o terceiro maior banco do país em ativos na lista de bancos da Europa Central e Oriental. Desde novembro de 2014, o Gazfond de Yuri Shamalov é seu maior acionista. O Gazprombank é um dos principais canais de pagamentos de petróleo e gás russos. Sua sede está localizada em Moscou.
As principais áreas de negócios do banco são banco corporativo, banco de varejo, banco de investimento e serviços de depósito. As suas atividades bancárias também incluem negociação de valores mobiliários, operações cambiais, operações de metais preciosos, operações de compensação e serviços de liquidação.
O banco GPB (Ao) tem 12 filiais e 5 escritórios de representação em 12 regiões da Rússia e 5 países no exterior. O GPB também tem participação acionária em três outros bancos russos. Além disso, o Gazprombank está representado no mercado da Bielorrússia através de participações no banco estrangeiro: Belgazprombank. O Gazprombank também possui escritórios de representação na Mongólia, China e Índia.